# Miska Suves
Miska Suves, född 16 mars 1972 i Björneborg, Finland, är en finländsk bandyspelare.
Miska Suves spelade för Narukerä och JPS i Finland. I Sverige spelade hon för IK Göta och AIK i Allsvenskan och blev skyttedrottning både 1996 och 1997. Hon utsågs till Årets tjej i svensk bandy säsongen 1997/1998.
Hon har vunnit 7 SM-guld för AIK och en finska mästerskapet i JPS. Suves har spelat 22 landskamper för Finland och vunnit VM-brons i 2004 och 2008. 
 Hon har nominerats som en ""Bandyriddare"" av hennes moderklubb Narukerä. 
Hennes två bröder, Juri och Patrick, har också spelat bandy i Sverige.
Miska Suves var förbundskapten för Sveriges damlandslag i bandy under två år och efterträddes år 2002 av Jens Alftin.